# 12a etapa del Tour de França de 2014
La 12a etapa del Tour de França de 2014 es disputà el dijous 17 de juliol de 2014 sobre un recorregut de 185,5 km entre les localitats franceses de Bôrg i Sant-Etiève.
El vencedor de l'etapa fou el noruec Alexander Kristoff (Team Katusha), que d'aquesta manera aconseguia la seva primera victòria al Tour de França. Peter Sagan (Cannondale) tornà a quedar segon, mentre Arnaud Démare (FDJ) completà el podi. En les diferents classificacions no hi hagué canvis significatius.

## Recorregut
Nova etapa trencacames, de camí cap a les etapes alpines, amb quatre cotes puntuables, dues de tercera i dues de quarta categoria. La darrera de les cotes es corona a manca de 21 quilòmetres per l'arribada a Sant-Etiève, amb uns darrers 8 quilòmetres totalment plans. L'únic esprint del dia es troba a Romanèche-Thorins, al quilòmetre 39,5.

## Desenvolupament de l'etapa
L'etapa sortí a bon ritme amb continus intents d'escapada. Al quilòmetre 7 es començà a gestar l'escapada del dia, en què Sebastian Langeveld (Garmin-Sharp) accelerà i tres quilòmetres més tard se li afegís Gregory Rast (Trek Factory Racing), Simon Clarke (Orica-GreenEDGE), David de la Cruz (NetApp-Endura) i Florian Vachon (Bretagne-Séché Environnement). Ràpidament aconseguiren cinc minuts sobre el gran grup, però al quilòmetre 90 el català David de la Cruz patí una caiguda en no agafar bé un revolt i es veié obligat a abandonar amb fractura de clavícula. L'esforç del Giant-Shimano i l'Team Europcar va fer que la diferència baixés a 2' 20" a manca de 60 quilòmetres. En l'ascensió al coll de Brosses Clarke i Langeveld deixaren enrere els companys d'escapada, mentre al coll de Grammond fou Clarke el que quedà sol al capdavant, però just en coronar fou agafat per dos homes de l'Team Europcar, Perrig Quémeneur i Cyril Gauthier, que havien saltat del gran grup. El trio d'escapats acabà sent neutralitzat a manca de 5 quilòmetres per l'arribada. En l'esprint, sense la presència d'André Greipel per culpa d'una caiguda, Alexander Kristoff es mostrà el més ràpid, superant a Peter Sagan (Cannondale) i Arnaud Démare (FDJ).

## Resultats

### Classificació de l'etapa
|    | Ciclista                   | Equip             | Temps      |
| -- | -------------------------- | ----------------- | ---------- |
| 1  | Alexander Kristoff (NOR)   | Team Katusha      | 4h 32' 11" |
| 2  | Peter Sagan (SVK)          | Cannondale        | m. t.      |
| 3  | Arnaud Démare (FRA)        | FDJ               | m. t.      |
| 4  | Michael Albasini (SUI)     | Orica-GreenEDGE   | m. t.      |
| 5  | Ramūnas Navardauskas (LTU) | Garmin-Sharp      | m. t.      |
| 6  | Daniele Bennati (ITA)      | Team Tinkoff-Saxo | m. t.      |
| 7  | Bryan Coquard (FRA)        | Team Europcar     | m. t.      |
| 8  | Daniel Oss (ITA)           | BMC Racing Team   | m. t.      |
| 9  | Samuel Dumoulin (FRA)      | AG2R La Mondiale  | m. t.      |
| 10 | José Joaquín Rojas (ESP)   | Movistar Team     | m. t.      |

### Punts atribuïts
| 1r  | Florian Vachon (FRA)      | Bretagne-Séché Environnement | 20 pts |
| 2n  | Grégory Rast (SUI)        | Trek Factory Racing          | 17 pts |
| 3r  | Simon Clarke (AUS)        | Orica-GreenEDGE              | 15 pts |
| 4t  | David de la Cruz (CAT)    | NetApp-Endura                | 13 pts |
| 5è  | Sebastian Langeveld (NED) | Garmin-Sharp                 | 11 pts |
| 6è  | Marcel Kittel (GER)       | Giant-Shimano                | 10 pts |
| 7è  | Bryan Coquard (FRA)       | Team Europcar                | 9 pts  |
| 8è  | Mark Renshaw (AUS)        | Omega Pharma-Quick Step      | 8 pts  |
| 9è  | Romain Feillu (FRA)       | Bretagne-Séché Environnement | 7 pts  |
| 10è | André Greipel (GER)       | Lotto-Belisol                | 6 pts  |
| 11è | Peter Sagan (SVK)         | Cannondale                   | 5 pts  |
| 12è | Fabio Sabatini (ITA)      | Cannondale                   | 4 pts  |
| 13è | Elia Viviani (ITA)        | Cannondale                   | 3 pts  |
| 14è | Tom Veelers (NED)         | Giant-Shimano                | 2 pts  |
| 15è | Yohann Gène (FRA)         | Team Europcar                | 1 pt   |

| 1r  | Alexander Kristoff (NOR)   | Team Katusha                 | 45 pts |
| 2n  | Peter Sagan (SVK)          | Cannondale                   | 35 pts |
| 3r  | Arnaud Démare (FRA)        | Team Europcar                | 30 pts |
| 4t  | Michael Albasini (SUI)     | Orica-GreenEDGE              | 26 pts |
| 5è  | Ramūnas Navardauskas (LTU) | Garmin-Sharp                 | 22 pts |
| 6è  | Daniele Bennati (ITA)      | Team Tinkoff-Saxo            | 20 pts |
| 7è  | Bryan Coquard (FRA)        | Team Europcar                | 18 pts |
| 8è  | Daniel Oss (ITA)           | BMC Racing Team              | 16 pts |
| 9è  | Samuel Dumoulin (FRA)      | AG2R La Mondiale             | 14 pts |
| 10è | José Joaquín Rojas (ESP)   | Movistar Team                | 12 pts |
| 11è | Romain Feillu (FRA)        | Bretagne-Séché Environnement | 10 pts |
| 12è | Armindo Fonseca (FRA)      | Bretagne-Séché Environnement | 8 pts  |
| 13è | John Degenkolb (GER)       | Giant-Shimano                | 6 pts  |
| 14è | Jürgen Roelandts (BEL)     | Lotto-Belisol                | 4 pts  |
| 15è | Bauke Mollema (NED)        | Belkin Pro Cycling Team      | 2 pts  |

### Colls i cotes
| 1r | David de la Cruz (CAT) | NetApp-Endura | 1 pt |

| 1r | David de la Cruz (CAT) | NetApp-Endura       | 2 pts |
| 2n | Grégory Rast (SUI)     | Trek Factory Racing | 1 pt  |

| 1r | Sebastian Langeveld (NED) | Garmin-Sharp    | 2 pts |
| 2n | Simon Clarke (AUS)        | Orica-GreenEDGE | 1 pt  |

| 1r | Simon Clarke (AUS) | Orica-GreenEDGE | 1 pt |

## Classificacions a la fi de l'etapa

### Classificació general
|    | Ciclista                     | Equip                   | Temps      |
| -- | ---------------------------- | ----------------------- | ---------- |
| 1  | Vincenzo Nibali (ITA)        | Astana Qazaqstan Team   | 46h 59' 23 |
| 2  | Richie Porte (AUS)           | Team Sky                | + 2' 23"   |
| 3  | Alejandro Valverde (ESP)     | Movistar Team           | + 2' 47"   |
| 4  | Romain Bardet (FRA)          | AG2R La Mondiale        | + 3' 01"   |
| 5  | Thibaut Pinot (FRA)          | FDJ                     | + 3' 47"   |
| 6  | Tejay van Garderen (USA)     | BMC Racing Team         | + 3' 56"   |
| 7  | Jean-Christophe Péraud (FRA) | AG2R La Mondiale        | + 3' 57"   |
| 8  | Bauke Mollema (NED)          | Belkin Pro Cycling Team | + 4' 08"   |
| 9  | Jurgen Van den Broeck (BEL)  | Lotto-Belisol           | + 4' 18"   |
| 10 | Jakob Fuglsang (DEN)         | Astana Qazaqstan Team   | + 4' 31"   |

### Classificació per punts
|    | Ciclista                 | Equip         | Punts   |
| -- | ------------------------ | ------------- | ------- |
| 1r | Peter Sagan (SVK)        | Cannondale    | 341 pts |
| 2n | Bryan Coquard (FRA)      | Team Europcar | 189 pts |
| 3r | Alexander Kristoff (NOR) | Team Katusha  | 172 pts |

### Classificació de la muntanya
|    | Ciclista                | Equip                   | Punts  |
| -- | ----------------------- | ----------------------- | ------ |
| 1r | Joaquim Rodríguez (CAT) | Team Katusha            | 51 pts |
| 2n | Thomas Voeckler (FRA)   | Team Europcar           | 34 pts |
| 3r | Tony Martin (GER)       | Omega Pharma-Quick Step | 26 pts |

### Classificació del millor jove
|    | Ciclista                 | Equip                   | Temps       |
| -- | ------------------------ | ----------------------- | ----------- |
| 1r | Romain Bardet (FRA)      | AG2R La Mondiale        | 51h 34' 25" |
| 2n | Thibaut Pinot (FRA)      | FDJ                     | + 46"       |
| 3r | Michał Kwiatkowski (POL) | Omega Pharma-Quick Step | + 1' 38"    |

### Classificació per equips
|    | Equip                   | Temps        |
| -- | ----------------------- | ------------ |
| 1r | AG2R La Mondiale        | 154h 42' 16" |
| 2n | Astana Qazaqstan Team   | + 3' 19"     |
| 3r | Belkin Pro Cycling Team | + 4' 25"     |

## Abandonaments
- David de la Cruz (CAT) (NetApp-Endura. Abandona per caiguda.[5]
- Andrew Talansky (USA) (Garmin-Sharp. No surt.[6]